# Ifako-Ijaye
Ifako-Ijaiye est une zone de gouvernement local de l'État de Lagos au Nigeria.